# 阜新镇
阜新镇，是中华人民共和国辽宁省阜新市阜新蒙古族自治县下辖的一个乡镇级行政单位。

## 行政区划
阜新镇下辖以下地区：
他本扎兰村、张家洼村、东扣莫村、西扣莫村、套土营子村、桃李村、赵大把营子村、沙扎兰村、白玉都村、平安地村、巨力克村、巴扎兰村、皂力营子村、哈朋营子村、公官营子村、巴斯营子村、衙门营子村和同乃营子村。